# Виставка «Безпека»
«Безпека» — найбільша в Україні виставка індустрії безпеки. Проходить щорічно в Києві.
У заході беруть участь українські та інші виробники обладнання, інтегратори й розробники комплексних рішень, дистриб'ютори. Відвідують виставку представники підприємств гуртової та роздрібної торгівлі на ринку безпеки, фахівці монтажних організацій, а також фахівці з експлуатації обладнання для забезпечення безпеки і протипожежного захисту.
26-29 жовтня 2010 відбулася ювілейна XV міжнародна виставка індустрії безпеки. Виставка зайняла 8 000 м². експозиції, залучила 180 учасників, які представляли 420 торговельних марок. Виставку відвідало 8000 людей.
26-а міжнародна виставка індустрії безпеки «Безпека 2022» проходила 17-го травня 2022 у виставковому центрі «КиївЕкспоПлаза»